# Nierembergia frutescens
Nierembergia frutescens är en potatisväxtart som beskrevs av Michel Charles Durieu de Maisonneuve. Nierembergia frutescens ingår i släktet Nierembergia och familjen potatisväxter. Inga underarter finns listade i Catalogue of Life.